# Козловка (Хиславичский район)
Козловка — деревня в Хиславичском районе Смоленской области России. Входит в состав Печерского сельского поселения. 

## География
Расположена в юго-западной части области в 16 км к юго-востоку от Хиславичей, на берегу реки Трахотинка и впадающего в неё ручья Козловка, на котором есть пруд. В 4 км севернее находилась исчезнувшая деревня Зальницкая (Зальницкое).

## История
Деревня Козловка отмечена на планах генерального межевания 1780—1790 годов.
В 1859 году в деревне 11 дворов и 123 жителя.
В 1926 году 78 дворов.
В годы Великой Отечественной войны деревня была оккупирована гитлеровскими войсками в июле 1941 года, освобождена в сентябре 1943 года.
В 1978 году в Козловке находилось управление Комаровского сельсовета Хиславичского района.

## Население
Население — 149 жителей (2007 год).

## Транспорт
В 16 км западнее проходит автодорога А141 Орёл — Витебск.
В 16 км восточнее деревни расположена железнодорожная станция Стодолище на линии Смоленск — Рославль.